# 人工器官

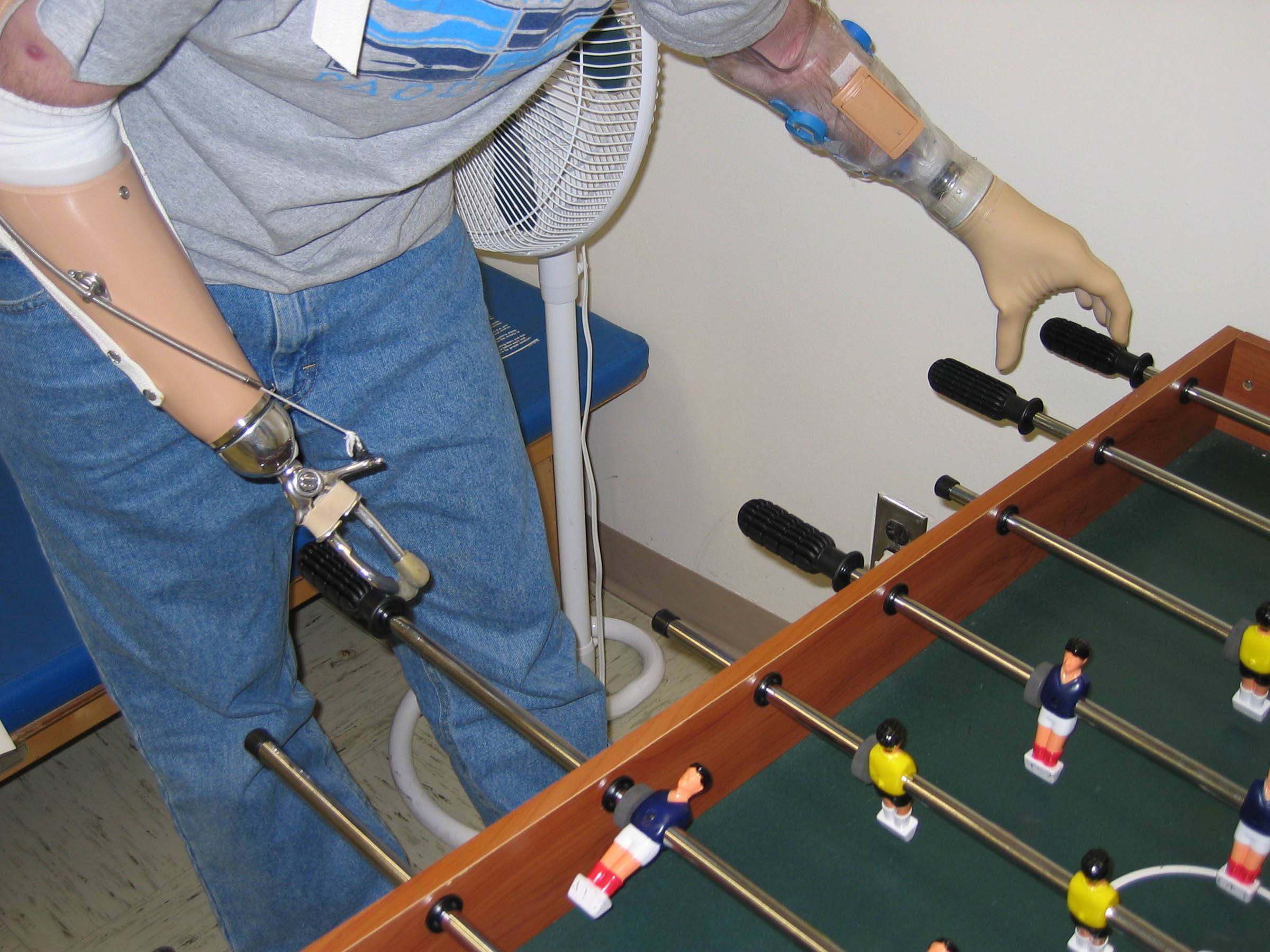
人工假肢可以玩桌上足球

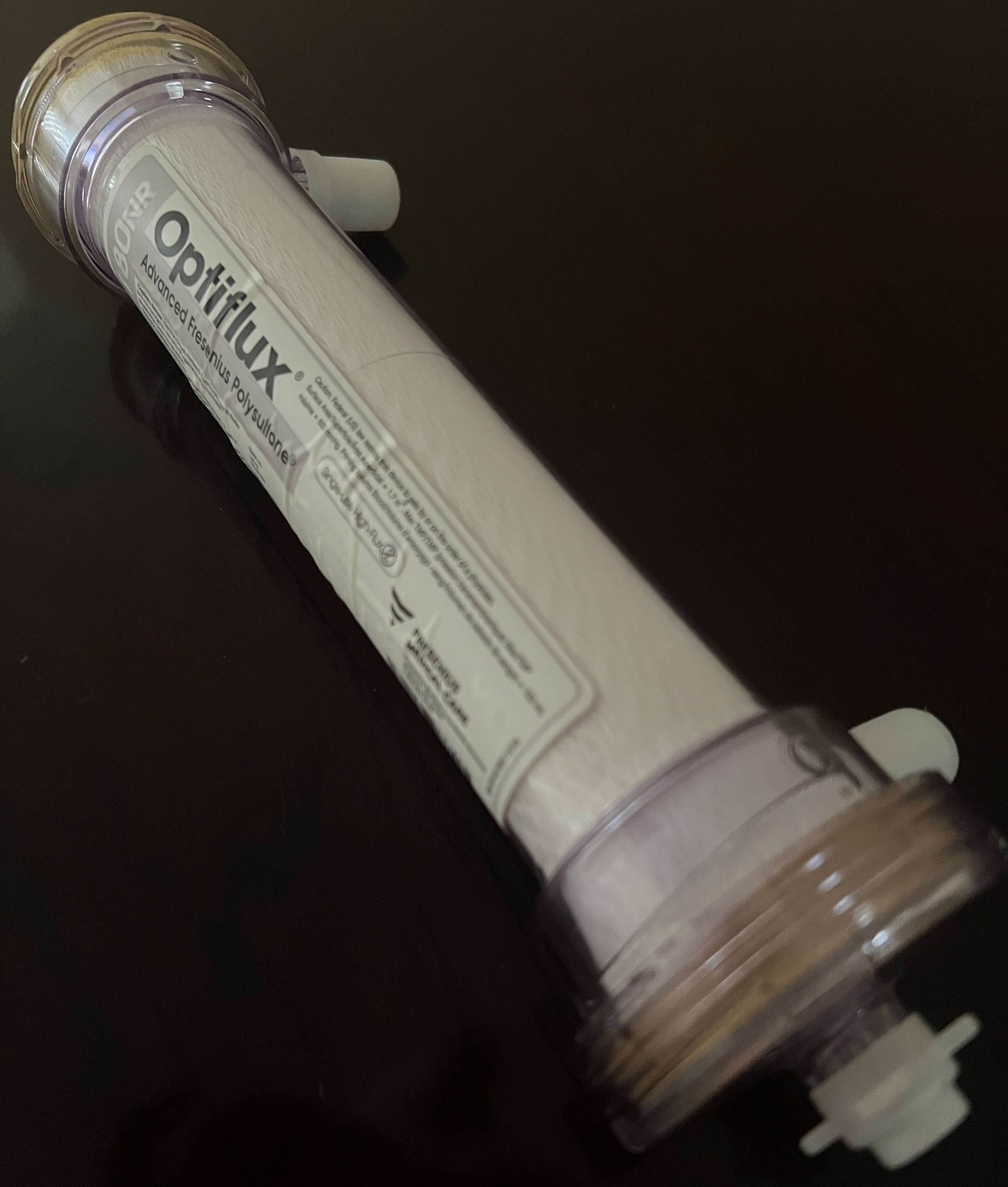
人工肾的一种——血液透析器

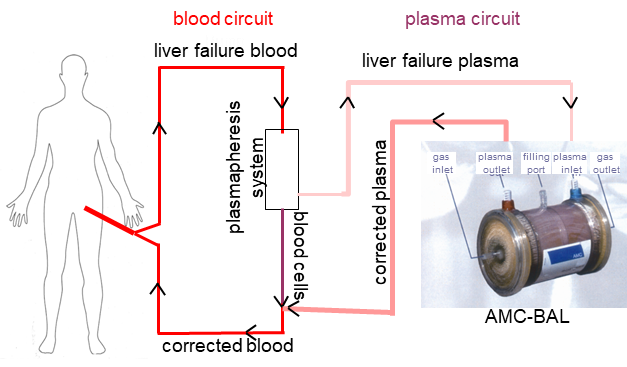
人工肝目前只能作一种体外辅助装置，其与患者体外血液循环的连接示意图

人工器官（artificial organ）或人工脏器、人造器官，是能植入或安装在人体上的的医疗设备和装置，用以部分或全部替代丧失功能的器官，从而尽可能恢复或支持某器官功能。
人工器官一般用人工材料製成，分为体内或体外；前者可整体或部分植入体内，后者是一种体外辅助装置。目前，除人工大腦外，幾乎人體各個器官都在進行人工模擬研製中。不少人工製造的器官已經成功地用於臨床。
較為著名的人工製造器官包括：人工腎、人工心臟、人工肺、人工肝、人工子宮、人工晶體、人工耳蝸、人工喉等，這些人工器官修復了病人病損器官功能，成功挽救了病人的生命。